# 第2軍団 (ウクライナ国家親衛隊)
第2軍団（だい2ぐんだん、ウクライナ語: 2-й корпус）は、ウクライナ国家親衛隊の軍団。国家親衛隊司令部隷下。

## 歴史

### ロシアのウクライナ侵攻
2025年2月、ウクライナ国家親衛隊の軍団制移行に伴い、第13特務旅団の軍団改編が発表された。
2025年4月15日、第3特務旅団、第4特務旅団、第13特務旅団、第17旅団、第18旅団を基幹に創設された。第13旅団のイーホル・オボレンスキー旅団長が軍団長に就任し、第13旅団の部隊章と愛称「ハルティヤ」を継承したが、第13旅団も隷下部隊として存続した。

## 編制[1]
- 軍団司令部（ハルキウ）
- 第3特務旅団（ハルキウ）
- 第4特務旅団（ホストメリ）
- 第13特務旅団（ハルキウ）
- 第17旅団（ポルタヴァ）
- 第18旅団（スラヴャンスク）